# Torrecuadradilla
Torrecuadradilla – gmina w Hiszpanii, w prowincji Guadalajara, w Kastylii-La Mancha, o powierzchni 32,88 km². W 2011 roku gmina liczyła 33 mieszkańców.